# Tongdemun állomás
Tongdemun (Dongdaemun) állomás föld alatti metróállomás a szöuli metró 1-es és 4-es vonalán. A közelben található Dél-Korea legnagyobb játékpiaca, valamint a Tongdemun (Dongdaemun) piac és a Cshonggjecshon (Cheonggyecheon) patak.

## Viszonylatok
| 1-es vonal                                                              | 1-es vonal                | 1-es vonal                                                                                            |
| ----------------------------------------------------------------------- | ------------------------- | --- |
| Tongmjo (Dongmyo) Szojoszan (Soyosan) és Kvangun (Gwangun) Egyetem felé | személy- és expresszvonat | Csongno 5-ka (Jongno 5-ka) Incshon (Incheon), Szodongthan (Seodongtan) vagy Sincshang (Sinchang) felé |
| 4-es vonal                                                              |                           | |
| Hjehva (Hyehwa) Tanggoge (Danggogae) felé                               | személy- és expresszvonat | Tongdemun (Dongdaemun) történelmi és kulturális park Anszan (Ansan) és Oido felé                      |